# Jovica Cvetković
Jovica Cvetković, född 18 september 1959 i Belgrad, SFR Jugoslavien, är en serbisk handbollstränare och tidigare jugoslavisk handbollsspelare (högernia).
Cvetković anses av vissa ha varit världens bäste handbollsspelare. Med tanke på hans klubbmeriter som inte ser ut att vara toppklubbarna i världen får nog detta sättas i fråga. Metalloplastika Sabac är ett undantag de vann Europacupen i handboll 1985 och 1986. 1986 var en annan höjdpunkt i karriären då han vann VM-guld det året.

## Landslagskarriär
Cvetković spelade 98 landskamper och gjorde 318 gjorda mål för Jugoslaviens landslag. 1986 var han med och vann han guld vid VM i Schweiz.

## Tränarkarriär
Började sin tränarkarriär i RK Crvena zvezda (Röda Stjärnan Belgrad) och skiftade sedan till RK Metalurg Skopje under två år. 2006-2009 var han förbundskapten för Serbiens herrlandslag. Han ledde den rumänska klubben HCM Constanța under knappt ett år och var sedan 2011 coach för Saudiarabien. Han hade två kort uppdrag för en serbisk klubb, RK Železničar Niš, innan han tog över bosniska RK Borac Banja Luka under två år.
2016 var Cvetković åter förbundskapten för Serbien, men fick sparken efter EM 2018 efter att han anklagats av spelarna för att ha varit alkoholpåverkad under en EM-match. Han å sin sida anklagade vissa spelare för att ha festat och bokat hemresor innan det var klart att Serbien var utslaget.

## Klubbar
Som spelare
- RK Crvena zvezda (Röda Stjärnan Belgrad) (–1984)
- Metaloplastika Šabac (1984–1985)
- RK Crvena zvezda (1985–1987)
- GWD Minden (1987–1988)
- Bidasoa Irún (1988–1989)
- CB Cantabria Santander (1990–1991)
- Pallamano Conversano (1991-1993)
- Sociedad Conquense (1993- 1994)

Som huvudtränare
- RK Röda Stjärnan Belgrad (-2004)
- RK Metalurg Skopje (2004-2006)
- Serbiens landslag (2006-2009)
- HCM Constanța (2010 till oktober 2010)
- Saudiarabiens landslag (2011)
- RK Železničar Niš (2012 - två korta perioder)
- RK Borac Banja Luka (2013–2015)
- Serbiens landslag 2016-2018